# UGT1A1
UGT1A1 (англ. UDP glucuronosyltransferase family 1 member A1) – білок, який кодується однойменним геном, розташованим у людей на короткому плечі 2-ї хромосоми.  Довжина поліпептидного ланцюга білка становить 533 амінокислот, а молекулярна маса — 59 591.
| 10         |  | 20         |  | 30         |  | 40         |  | 50         |
| ---------- |  | ---------- |  | ---------- |  | ---------- |  | ---------- |
| MAVESQGGRP |  | LVLGLLLCVL |  | GPVVSHAGKI |  | LLIPVDGSHW |  | LSMLGAIQQL |
| QQRGHEIVVL |  | APDASLYIRD |  | GAFYTLKTYP |  | VPFQREDVKE |  | SFVSLGHNVF |
| ENDSFLQRVI |  | KTYKKIKKDS |  | AMLLSGCSHL |  | LHNKELMASL |  | AESSFDVMLT |
| DPFLPCSPIV |  | AQYLSLPTVF |  | FLHALPCSLE |  | FEATQCPNPF |  | SYVPRPLSSH |
| SDHMTFLQRV |  | KNMLIAFSQN |  | FLCDVVYSPY |  | ATLASEFLQR |  | EVTVQDLLSS |
| ASVWLFRSDF |  | VKDYPRPIMP |  | NMVFVGGINC |  | LHQNPLSQEF |  | EAYINASGEH |
| GIVVFSLGSM |  | VSEIPEKKAM |  | AIADALGKIP |  | QTVLWRYTGT |  | RPSNLANNTI |
| LVKWLPQNDL |  | LGHPMTRAFI |  | THAGSHGVYE |  | SICNGVPMVM |  | MPLFGDQMDN |
| AKRMETKGAG |  | VTLNVLEMTS |  | EDLENALKAV |  | INDKSYKENI |  | MRLSSLHKDR |
| PVEPLDLAVF |  | WVEFVMRHKG |  | APHLRPAAHD |  | LTWYQYHSLD |  | VIGFLLAVVL |
| TVAFITFKCC |  | AYGYRKCLGK |  | KGRVKKAHKS |  | KTH        |  |            |

A: Аланін

C: Цистеїн

D: Аспарагінова кислота

E: Глутамінова кислота

F: Фенілаланін

G: Гліцин

H: Гістидин

I: Ізолейцин

K: Лізин

L: Лейцин

M: Метіонін

N: Аспарагін

P: Пролін

Q: Глутамін

R: Аргінін

S: Серин

T: Треонін

V: Валін

W: Триптофан

Кодований геном білок за функціями належить до трансфераз, глікозилтрансфераз. 
Задіяний у такому біологічному процесі як альтернативний сплайсинг. 
Локалізований у мембрані, ендоплазматичному ретикулумі, мікросомах.
Мутації в цьому гені, часто в промоторі, призводять до синдрому Жильбера.